# 松澤重雄
松澤 重雄（まつざわ しげお、1961年10月9日 - ）は、日本の俳優、声優。東京都出身。希楽星所属。

## 人物
特技は歌、ジャズダンス、日本舞踊、剣舞。趣味は映画・音楽鑑賞。

## 出演作品

### テレビドラマ
- 俺たちの朝 第41話「薩摩の海とカツオ節とああ青春」（1977年9月11日） - かのう（ラ・サール高等学校陸上部）
- 君の名は（1991年）
- 透明人間（1996年）
- 古畑任三郎 S2第2話（通算第15回、1996年1月17日、フジテレビ）
- 俺たちの世直し強盗（1997年）
- てっぺん（1999年）
- リング 〜最終章〜（1999年）
- 月下の棋士（2000年）
- だます女だまされる女（2000年）
- 天気予報の恋人（2000年）
- バーチャルガール（2000年）
- ロッカーのハナコさん（2002年）
- 超高層ホテルウーマンvs女ガードマン（2007年）
- 100の資格を持つ女〜ふたりのバツイチ殺人捜査〜（2008年）
- 救命病棟24時（2009年）
- 夏の恋は虹色に輝く（2010年）
- 嫁の座（2011年）
- 松本清張スペシャル 時間の習俗（2014年）
- プライベートバンカー 第1話（2025年1月9日、テレビ朝日）

### 舞台
- デュエット（1984年・1986年）
- ラ・カージュ・オ・フォール（1993年 - 1997年） - シャンタル
- エニシング・ゴーズ（1996年）
- エリザベート（2000年）
- シラノ・ザ・ミュージカル（2001年）
- マイ・フェア・レディ（2002年）
- ミスサイゴン（2004年）
- ダンス・オブ・ヴァンパイア（2006年）
- ミー・アンド・マイガール（2006年）
- ラ・マンチャの男（2008年）
- SHE LOVES ME（2009年）
- モーツァルト!（2011年）
- 1789 -バスティーユの恋人たち-（2016年、2018年） - デュ・ピュジェ中尉 役
- ローマの休日(2020年)-編集長
- ニュージーズ(2021年)-サイツ

### テレビアニメ
- こちら葛飾区亀有公園前派出所（2003年） - 柏木警部

### ゲーム
- キングダム ハーツ（2002年） - バレル
- キングダム ハーツII（2005年） - バレル
- キングダム ハーツ 358/2 Days（2009年） - バレル

### 吹き替え

#### 実写
- マペットのクリスマス・キャロル（1994年） - 若年期のイヴニーザー・スクルージ
- 天使にラブ・ソングを2（1994年） - タイラー・チェイス
- 君さえいれば/金枝玉葉（1995年）
- クリスマス・キャロル（2001年）
- ムーラン・ルージュ（2001年）
- 美女と野獣（2017年） - マエストロ・カデンツァ

#### アニメ
- おやゆび姫 サンベリーナ（1994年）
- ナイトメアー・ビフォア・クリスマス（1994年） - バレル
- ポカホンタス（1995年） - トーマス
- ワニのライルがやってきた（1995年）
- みんなヒーロー! 〜ヒグリータウンのなかまたち〜（2005年）
- パワーパフガールズ（2009年） - ブッチ
- すすめ!オクトノーツ（2010年） - キャプテン・バーナクルズ
- オクトノーツと地上のミッション（2021年） - キャプテン・バーナクルズ